# 宪梓中学
梅州市曾宪梓中学由香港企业家曾宪梓于1993年捐资创办，是梅州市重点高级中学，广东省一级学校，广东省国家级示范性高中。学校占地面积70789平方米，有高中班级36个，学生2200人。教职工158人，专任教师149人。